# 趙伯符
趙 伯符（ちょう はくふ、生没年不詳）は、南朝宋の軍人。字は潤遠。本貫は下邳郡僮県。

## 経歴
趙倫之の子として生まれた。若くして弓射や乗馬を好んだ。父が襄陽に駐屯していたとき、伯符は竟陵郡太守となった。竟陵の少数民族がたびたび反抗したため、伯符はこれを討ってすべて撃破した。後に寧遠将軍となり、義徒を総領して、建康の宮城の北に駐屯して、火つけや盗賊の討捕にあたった。元嘉15年（438年）8月、徐兗二州刺史となった。その統治は苛酷で粗暴であり、反乱者も州境を侵すことがなく、官吏や民衆たちは豺虎のようにかれを恐れた。元嘉18年（441年）7月、建康に召還されて領軍将軍となった。従来、外監は領軍に属していなかったが、文帝の詔を受けて、伯符がはじめて外監を統領した。元嘉21年（444年）2月、豫州刺史に転じた。元嘉22年（445年）、護軍将軍の号を受け、丹陽尹となった。
伯符の子に趙倩があり、文帝の四女の海塩公主を妻に迎えた。かつて始興王劉濬は潘妃のお気に入りであり、そのため後宮に出入りしていたところ、公主と私通することになった。公主が趙倩にとつぐにあたって、趙倩は宮中に入ると、暴言と暴行をほしいままにし、帳をちぎって帯として公主を引き立てていった。事件が文帝に報告されると、詔により離婚させられ、公主を生んだ蒋美人は殺害された。伯符は恐懼して病を発して死去した。諡は粛といった。封国は孫の趙勗に伝えられたが、斉が建てられると、封国は除かれた。

## 伝記資料
- 『宋書』巻46 列伝第6
- 『南史』巻18 列伝第8